# Zygonyx flavicosta
Zygonyx flavicosta är en trollsländeart. Zygonyx flavicosta ingår i släktet Zygonyx och familjen segeltrollsländor. IUCN kategoriserar arten globalt som livskraftig.

## Underarter
Arten delas in i följande underarter:
- Z. f. flavicosta
- Z. f. mwinilungae